# Этюд (изобразительное искусство)

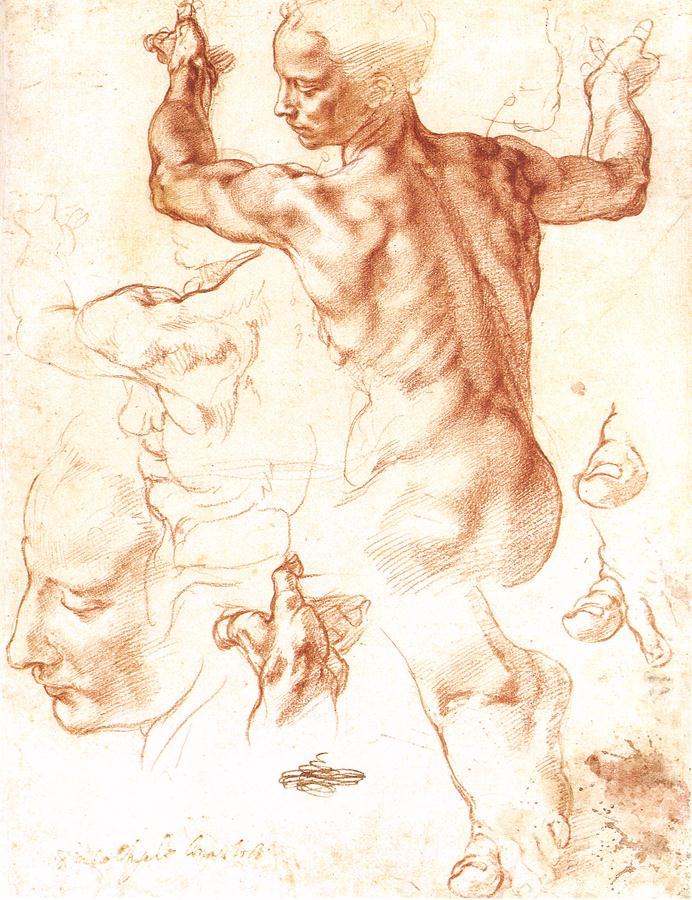
Микеланджело Буонарроти. Подготовительный рисунок «Ливийской сивиллы» для росписи Сикстинской капеллы в Ватикане. 1511. Красный мел (сангина). Метрополитен-музей, Нью-Йорк

Этю́д (фр. étude — изучение, учение, разработка; от лат. studium — старание, усердие, изучение) — в изобразительном искусстве «подготовительная работа либо учебное упражнение, выполненное непосредственно с натуры или по памяти с целью изучения, фиксации необходимого материала, проверки композиционных идей». Отсюда также: штудия (нем. Studie) — учебная, познавательная работа, и этюдник — небольшой ящик на раздвигающихся ножках для кистей и красок с откидной доской. Удобное приспособление для работы живописца «на натуре». Близкий термин — эскиз.

## Описание
В творческой практике художники относят термин «этюд», как правило, к творчеству живописца, подготовительной работе, выполненной красками. Рисунки, выполненные на этапе натурной разработки пейзажа, фигур, общей композиции будущей картины или фрески, так и называют: подготовительными рисунками, или штудиями, кроками. В скульптуре подобные этюды именуют боццетто — их выполняют из глины, воска, гипса, чаще в натуральную величину для проверки общего впечатления перед созданием произведения в твёрдом материале — мраморе, граните или отливки в бронзе. Боццетто отличают от модели (в ренессансной Италии: моделло; итал.  modello) — подготовительного этюда будущей статуи небольшого размера (она может быть выполнена из твёрдых материалов), которую затем механически увеличивают до нужных размеров; иногда с помощью специальной пунктировальной машины.
В этюде намечаются общая композиция, цветовое решение, проводится анализ формы.
В многих случаях этюды, в том числе учебные, обретают самостоятельное художественное значение и сохраняются автором в качестве удачных произведений: в них присутствуют непосредственность первого впечатления, лёгкость, некоторая недосказанность — качества, которые трудно сохранить в окончательном варианте при тщательной проработке деталей и изменений, сделанных с учётом требований заказчика.

## Галерея

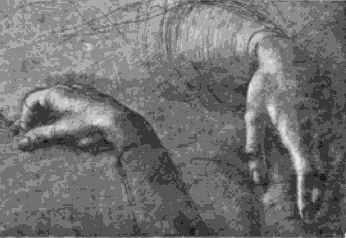
Леонардо да Винчи. Руки. Рисунок, сделанный (предположительно) для картины «Мона Лиза дель Джокондо». Ок. 1503 г. Бумага, красный мел. Виндзор, библиотека
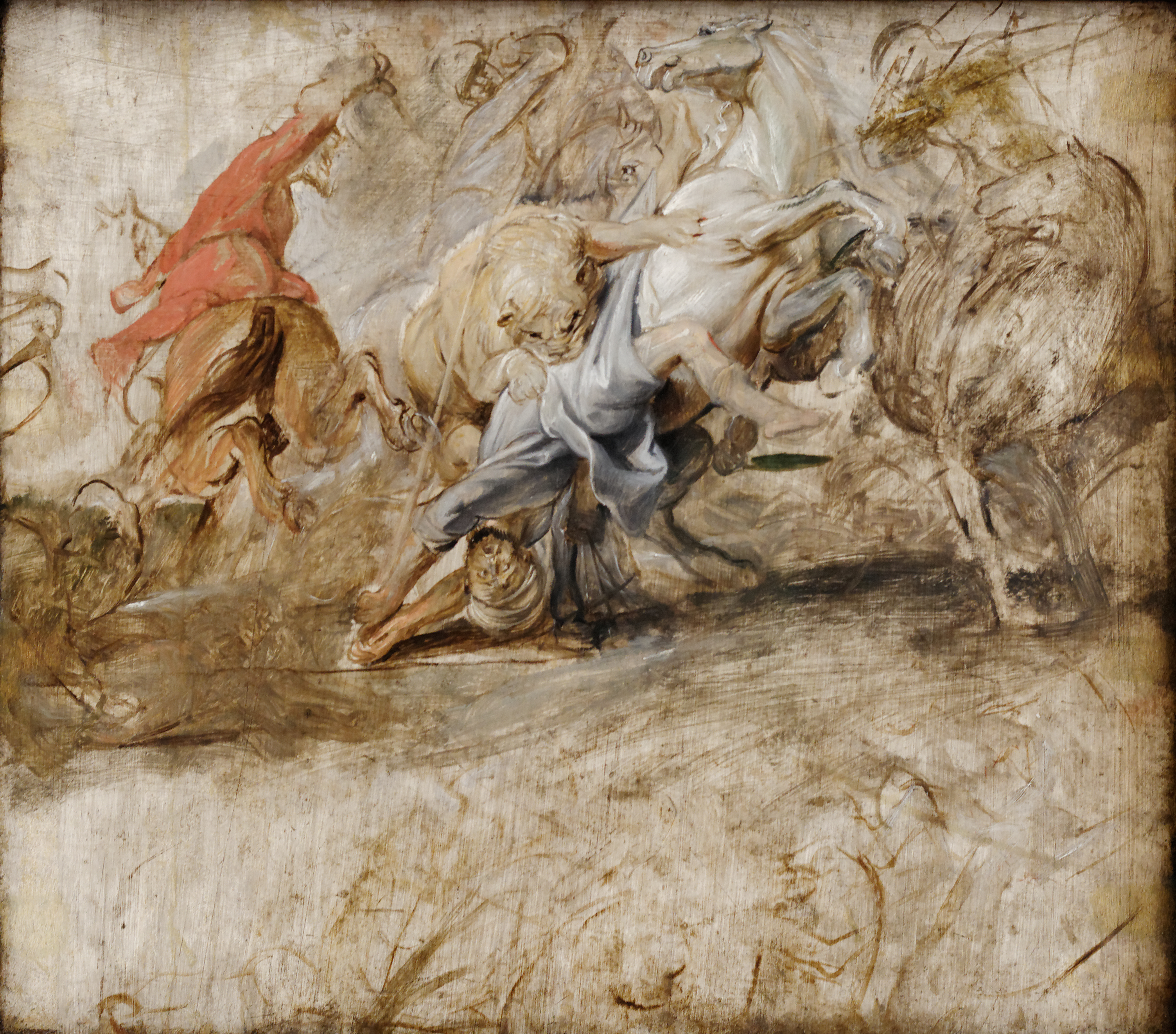
П. П. Рубенс. Охота на львов. Этюд. Дерево. Сепия, темпера Старая пинакотека, Мюнхен
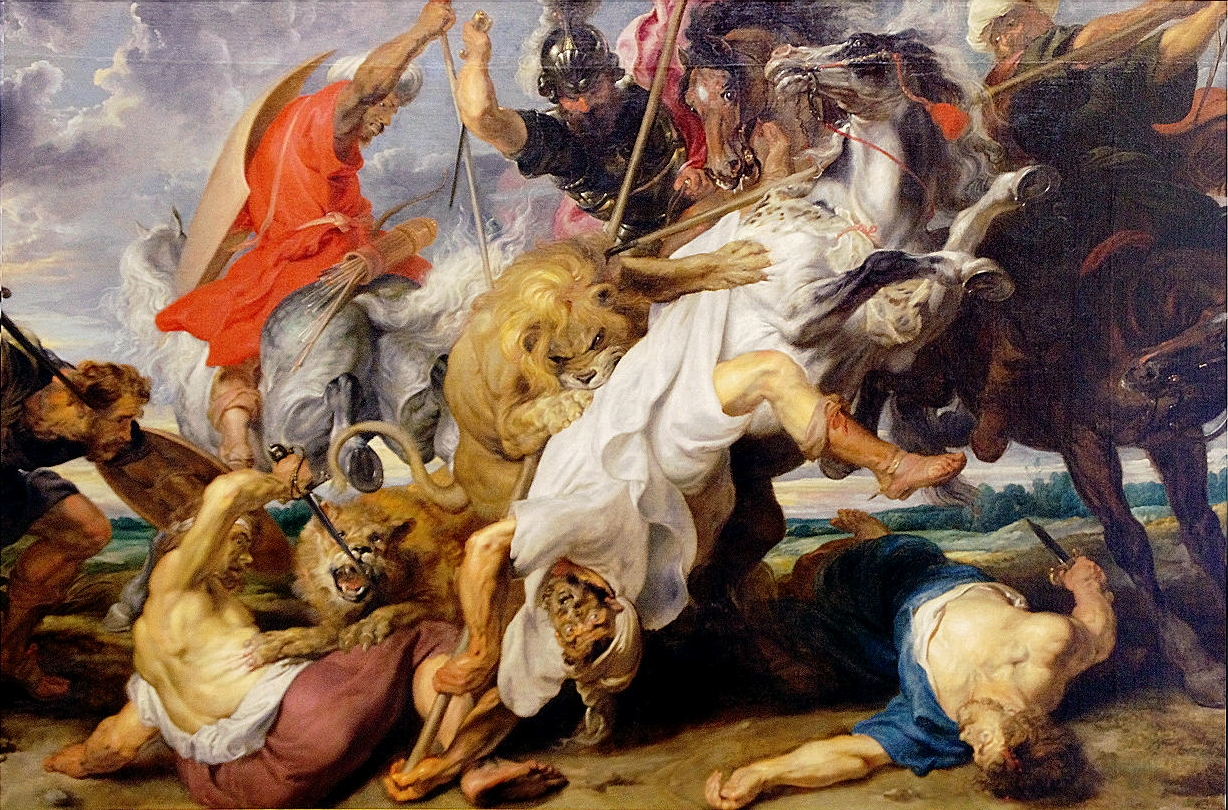
П. П. Рубенс. Охота на львов. 1621. Холст, масло. Старая пинакотека, Мюнхен
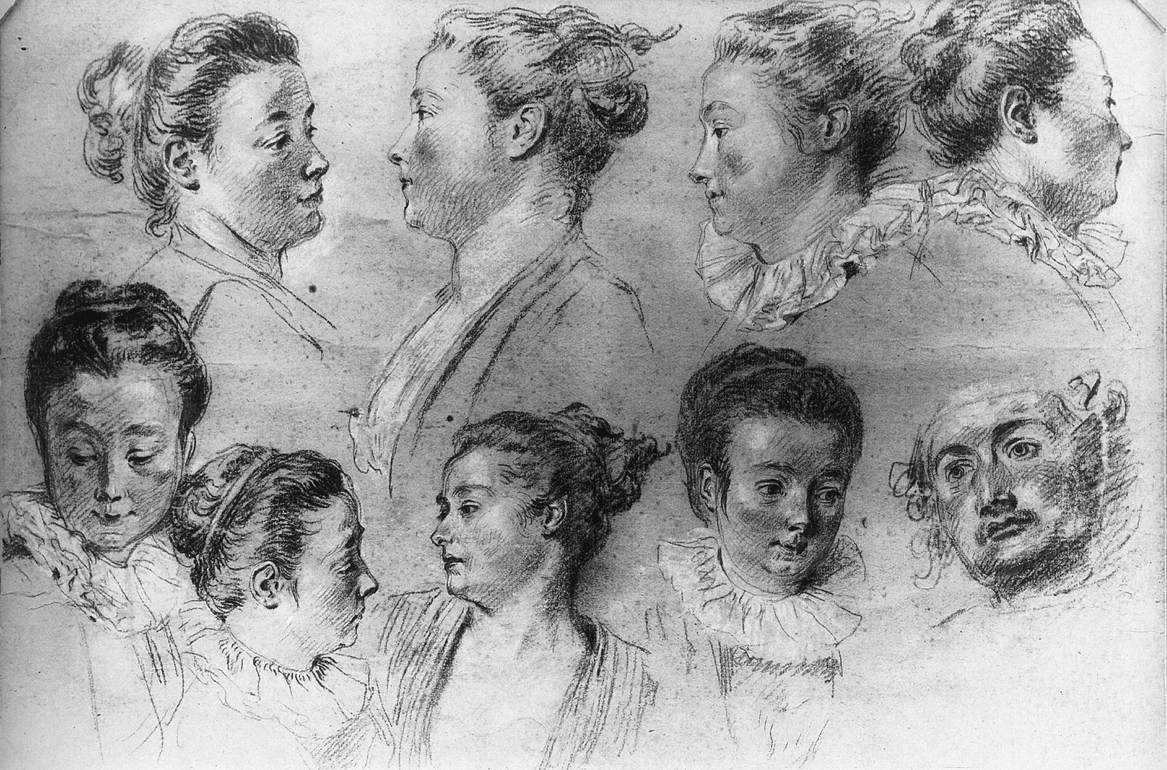
A. Ватто. Зарисовки женских голов. 1710-е гг. Сангина, белый и чёрный мел. Лувр, Париж
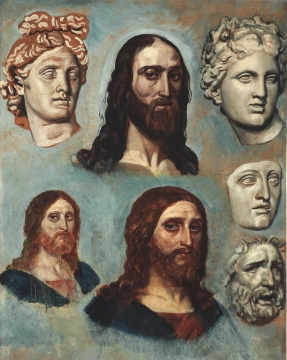
А. А. Иванов Подготовительные этюды к картине «Явление Христа народу»: Голова Христа (три варианта). Гипсовые головы Аполлона Бельведерского, Венеры Медицейской, Лаокоона и маска, обобщающая предыдущие три типа. 1840-е гг. Бумага на холсте, масло. Государственная Третьяковская галерея, Москва
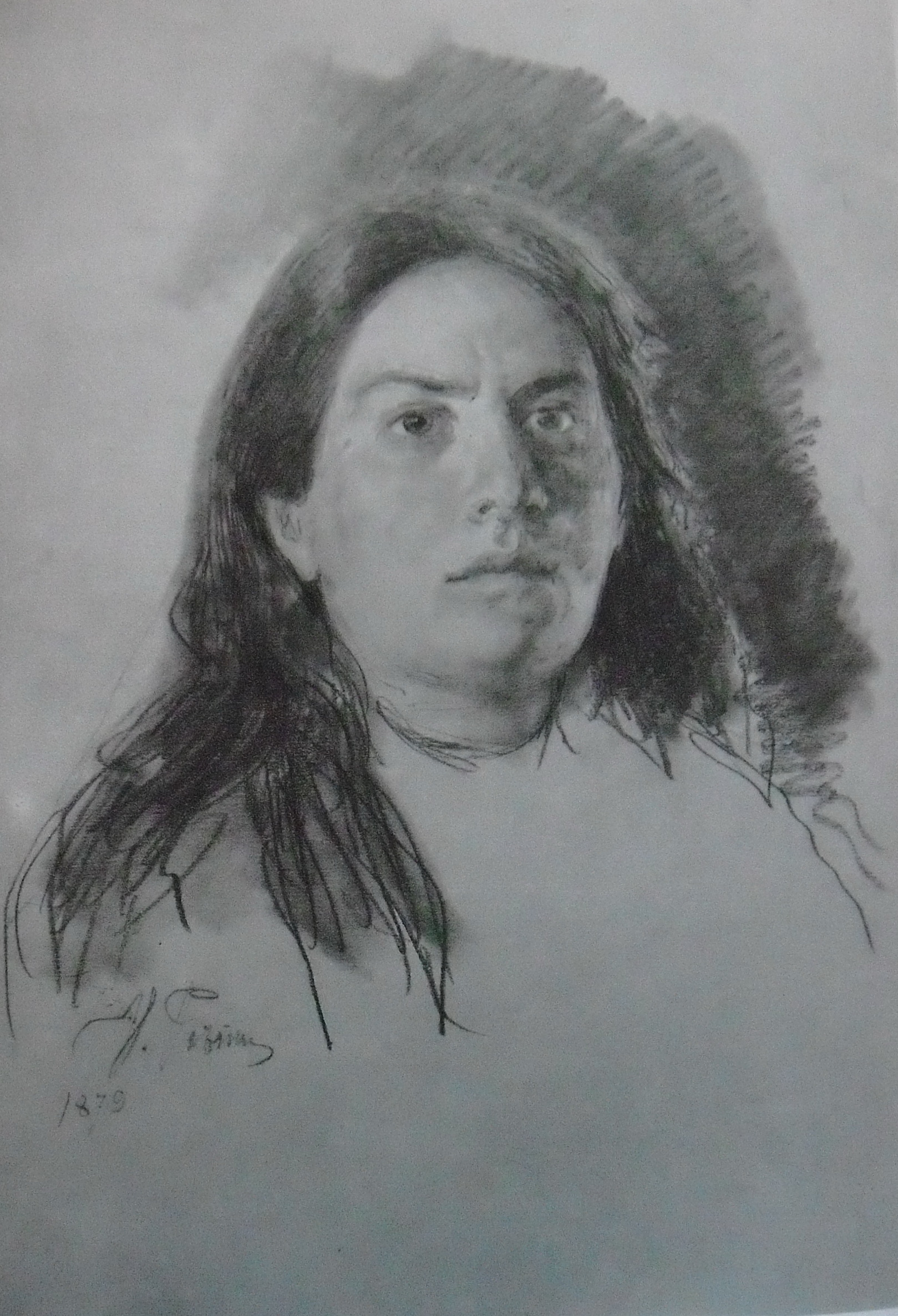
И. Е. Репин Портрет В. С. Серовой в образе царевны Софьи. Рисунок, связанный с работой над картиной «Царевна Софья Алексеевна через год после заключения её в Новодевичьем монастыре». 1879. Бумага, итальянский карандаш. Фонды Российской национальной библиотеки
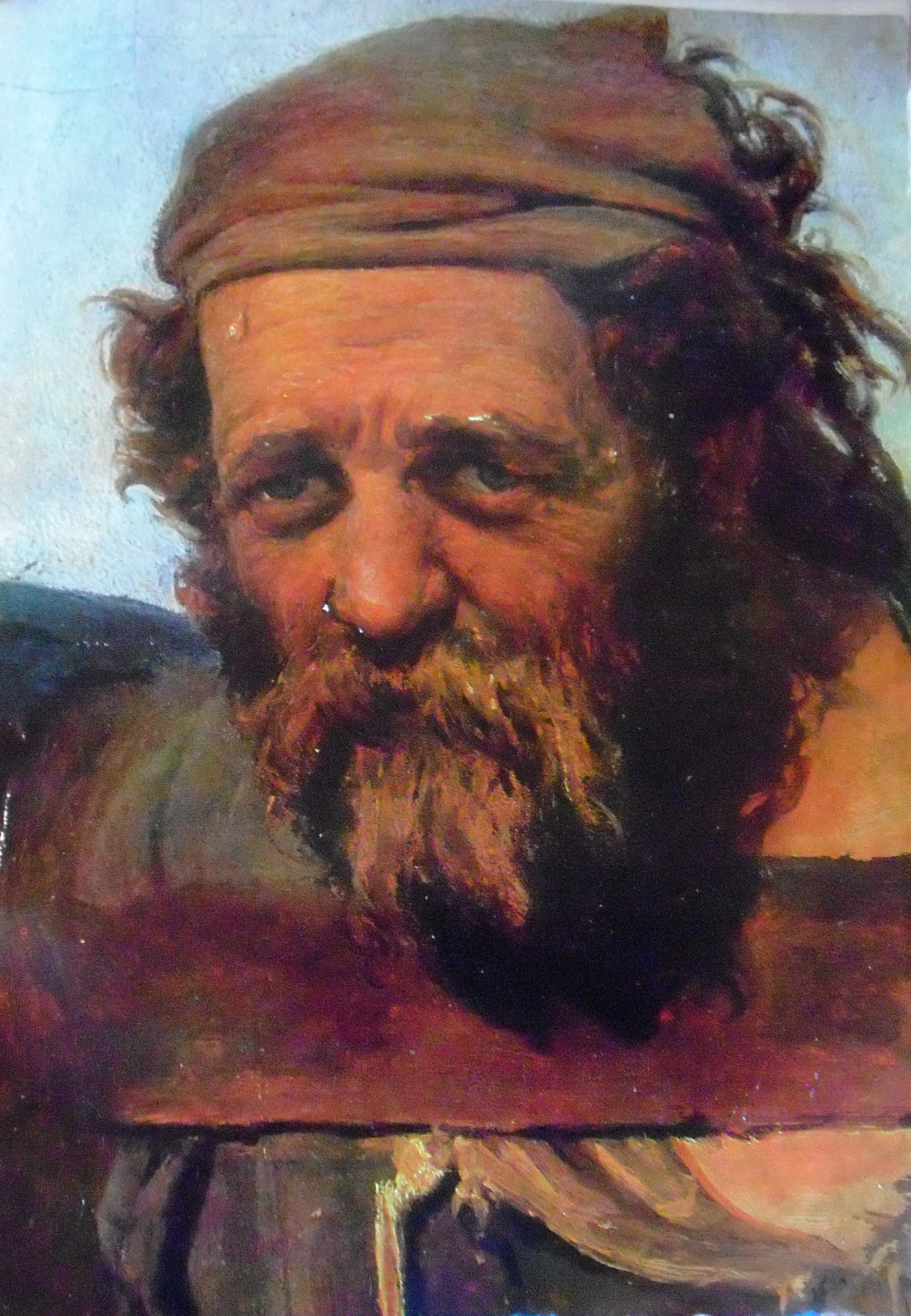
Репин И. Е. Этюд к картине «Бурлаки на Волге». 1872. Фонды Российской национальной библиотеки